# Jacques Dimont
Jacques Dimont (* 2. Februar 1945 in Carvin; † 31. Dezember 1994 in Avignon) war ein französischer Florettfechter.

## Erfolge
Jacques Dimont erreichte bei den Olympischen Spielen 1968 in Mexiko-Stadt mit der Mannschaft das Finale gegen die Sowjetunion, das mit 9:6 von der französischen Equipe gewonnen wurde. Gemeinsam mit Gilles Berolatti, Jean-Claude Magnan, Christian Noël und Daniel Revenu wurde Dimont, der in den Vorrundenbegegnungen gegen Mexiko und Kuba zum Einsatz kam, somit Olympiasieger.